# Амансай (Жамбылская область)
Амансай (каз. Амансай, до 199? г. — Калинино) — село в Жуалынском районе Жамбылской области Казахстана. Входит в состав Шакпакского сельского округа. Код КАТО — 314255300.

## Население
В 1999 году население села составляло 175 человек (86 мужчин и 89 женщин). По данным переписи 2009 года, в селе проживало 158 человек (75 мужчин и 83 женщины).